# Trybliophorus elegans
Trybliophorus elegans is een rechtvleugelig insect uit de familie Romaleidae. De wetenschappelijke naam van deze soort is voor het eerst geldig gepubliceerd in 1910 door Rehn.